# ウワサの二人
『ウワサの二人』（ウワサのふたり）は松本テマリによる漫画作品。初出はCIEL。単行本は全2巻。

## あらすじ
森ヶ丘高校の生徒会長・青山誠一と、副会長・赤羽宏は大親友。お互い友人同士のつもりだったが、なぜか周囲からは「BL的にお似合いカップル」と噂される。ある日、青山が実験と称して赤羽にキスをしてくる。

## 登場人物
声の記述はドラマCDのみ。
赤羽宏（あかばね ひろし）声 - 矢薙直樹
生徒会副会長。いたってノーマルなつもりだったが、実験と称して青山にキスされてから、彼を意識し次第に恋人同士となる。無事大学に合格し、誠一と同棲生活を始める。
青山誠一（あおやま せいいち）声 - 高橋広樹 / 幼少：木村はるか
生徒会長。端整かつ成績優秀な反面、父親譲りの実験好きが災いして女から好かれた経験は無い。赤羽との出会いは、ほぼ一目惚れ。一般人より感覚がちょっとずれている。大学へは推薦合格した。赤羽を自分のもとへ嫁がせる（?）気満々らしい。
六本木（ろっぽんぎ）声 - 谷山紀章
生徒会書記。赤羽に好意を寄せている、彼の友人。赤羽が青山を好きになったことを知り、赤羽にせまる。いまだ諦めきれない様子。
青山正樹（あおやま まさき）声 - 土師孝也
大学教授で、誠一の父親。実験好きが災いして妻に逃げられる。赤羽とは少々仲が良い。彼の妹は不動産会社社員。
ほかにもいくつか話が収録されている。
片想いに効く薬
滝本が働いている薬局で、いつも沢野はドリンク剤を買う。ある日、風邪気味の沢野に滝本は風邪薬を渡すが、実はそれは店長が特別調合した媚薬である。
はなまるランチ
秀樹にはいつも幼馴染の大好きな俊太郎がお弁当をつくってくれる。秀樹はそんな彼にお弁当を作る & 一緒に料理をするため、弁当の作り方を教えてもらう。
初めてのお散歩
両親が亡くなり、若くして当主となった鳴海（声 - 岸尾だいすけ / 幼少：森沢芙美）。鳴海は、小さいころから自分を支えてくれている、大好きなボディーガード長の櫻井（声 - 諏訪部順一）に、いつも頼ることを悩んでいた。鳴海は櫻井の誕生日にプレゼントを渡して、自分が一人前になったことを証明しようと考え、屋敷を抜け出す。その最中、鳴海はある場所を不意に見つける。
わがままレシピ
酒好きで食事にあまり手をつけない王子に、料理番のユウはどうにかして料理を食べさせようと試行錯誤をする。その時勢いあまって王子に告白をする。

## ドラマCD
ドラマCD「ウワサの二人」MMCC-3064は、マリン・エンタテイメントにて発売、しかもおまけとして「王子様のお勉強ー予告編ー」が収録されている。※予告編は、王子様（声 - 野島健児）と教育係（声 - 置鮎龍太郎）2人によるCM。

## 書誌情報
全て著者は松本テマリ、角川書店のASUKACOMICS CL-DXより発行。
- 『ウワサの二人』2004年3月27日初版発行、ISBN 4-04-853737-7
- 『ウワサの二人2』2005年4月1日初版発行、ISBN 4-04-853817-9